# Colombey-les-Deux-Églises
Colombey-les-Deux-Eglises je naseljeno mjesto u Francuskoj u pokrajini Champagne-Ardenne, u departmanu Gornja Marna.
Po podacima iz 1990. godine broj stanovnika u mjestu je bio 660, a gustoća naseljenosti je iznosila 9 stanovnika/km².
U ovom selu preminuo je i spokopan Charles de Gaulle.

## Vanjske poveznice
- Locator map (Michelin)